# Tetrinet
 (février 2013).
Si vous disposez d'ouvrages ou d'articles de référence ou si vous connaissez des sites web de qualité traitant du thème abordé ici, merci de compléter l'article en donnant les références utiles à sa vérifiabilité et en les liant à la section « Notes et références ».
Tetrinet est un jeu en ligne multijoueur, dont le développement a commencé en 1997. Il s'inspire directement du jeu Tetris : chaque utilisateur dispose d'un espace de jeu avec des blocs de Tetris qui tombent plus ou moins vite selon le niveau atteint. Le jeu permet de faire des parties de deux à six joueurs, pouvant former des équipes.
Le jeu possède d'autres projets autour de lui, permettant d'y jouer avec une interface graphique, par exemple gTetrinet.

## Système du jeu
Chaque joueur possède une zone de jeu, dans laquelle des tétrominos tombent. Le joueur doit alors positionner ces pièces dans le but d'effectuer des lignes et ainsi libérer de la place pour les pièces suivantes. Le joueur est éliminé lorsque son écran est rempli, c'est-à-dire quand la prochaine pièce n'a pas la place de tomber (une autre l'empêche de tenir complètement dans l'écran), ou qu'une des colonnes dépasse la limite supérieure du terrain.
Le dernier joueur ou la dernière équipe en lice remporte la partie.

### Blocs spéciaux
Sur certaines versions, des blocs magiques apparaissent. Ils peuvent servir à effectuer des actions sur les autres utilisateurs ou le joueur qui les utilise.
Le joueur peut les récupérer en gagnant la ligne où ils sont placés.
Les blocs spéciaux disponibles sur les serveurs Tetrinet sont :

A (Add Line) : Empile une ligne en bas du terrain du joueur ciblé. Cette ligne comporte deux trous (ou plus) placés aléatoirement.

B (Special Blocks Clear) : Transforme les blocs spéciaux sur le terrain de la cible en blocs normaux. N'affecte pas les blocs de l'inventaire.

C (Clear Line) : Supprime la ligne la plus basse du terrain de la cible.

G (Block Gravity) : Fait tomber les blocs en porte-à-faux du terrain ciblé.

N (Nuke Field) : Efface tous les blocs du terrain ciblé.

O (Block Bomb) : Fait exploser les blocs O du terrain ciblé. Si le bloc O est au milieu d'autres blocs, il créera simplement un trou de 3x3. S'il est situé dans les lignes supérieures, certains blocs "voleront" plusieurs lignes au-dessus, isolés.

Q (Block Quake) : Crée une sorte de tremblement de terre sur le terrain ciblé. Les différentes lignes sont décalées d'un ou plusieurs blocs.

R (Random Blocks Clear) : Supprime des blocs aléatoirement sur le terrain ciblé, laissant des trous à la place.

S (Switch Fields) : Echange votre terrain avec celui de l'adversaire ciblé. Si l'un des deux terrains est trop haut (à moins de six lignes de la limite supérieure), les blocs correspondant seront supprimés avant l'échange...
Sur certains serveurs (Blocktrix), d'autres blocs spéciaux apparaissent :
L (Left Gravity) : Même effet que Block Gravity, sauf que les pièces "tombent" sur le côté gauche du terrain au lieu de tomber sur le bas.

P (Piece Change) : Change la pièce qui est en train de tomber sur le terrain de la cible en une autre pièce (choisie aléatoirement).

Z (Zebra Field) : Supprime une colonne sur deux dans le terrain ciblé. Il ne reste après que des lignes.

## Liens
- Description du protocole TetriNET